# Elecciones municipales de Chachapoyas de 1963
Las elecciones municipales de Chachapoyas de 1963 se llevaron a cabo el 15 de diciembre de 1963 para elegir al alcalde y al Concejo Provincial de Chachapoyas para el periodo 1964-1966. La elección se celebró simultáneamente con elecciones municipales en todo el país. Por primera vez en la historia del Perú, las autoridades locales fueron elegidas por voto universal alfabeto y directo.
En el ámbito provincial, los resultados reflejaron una de las contiendas más reñidas registradas en la historia electoral de Chachapoyas: Gilbert Feijóo Hurtado, candidato de la Alianza AP-DC, obtuvo la victoria con una ventaja mínima de apenas 82 votos sobre Manuel Muñoz, representante de la Coalición APRA-UNO, la diferencia más estrecha entre dos candidaturas hasta 2018. El Concejo Provincial quedó conformado por una representación equilibrada de ambas alianzas, consiguiendo ambas agrupaciones siete concejales cada una.
En el ámbito distrital, la Coalición logró obtener un mayor número de votos generales en toda la provincia, pero en términos de control de comunas distritales quedó igualada con la Alianza, con cada agrupación gobernando en nueve distritos. Entre los resultados más destacados se encuentra el de Leimebamba, el de mayor número de votantes en la provincia, donde ganó la Coalición. Por otro lado, San Francisco de Daguas fue el único distrito en el que una lista independiente logró imponerse.

## Sistema electoral
La Municipalidad Provincial de Chachapoyas es el órgano administrativo y de gobierno de la provincia de Chachapoyas. Está compuesta por el alcalde y el Concejo Provincial.
La votación del alcalde y el concejo se realiza en base al sufragio universal alfabeto, que comprende a todos los ciudadanos nacionales mayores de veintiún años, empadronados y residentes en la provincia de Chachapoyas y en pleno goce de sus derechos políticos.
El Concejo Provincial de Chachapoyas está compuesto por 14 concejales elegidos por sufragio directo para un período de tres (3) años, en forma conjunta con la elección del alcalde (quien lo preside). La votación es por lista cerrada y bloqueada. Se asigna a cada lista los escaños según el método d'Hondt.

## Partidos y candidatos
A continuación se muestra una lista de los principales partidos y alianzas electorales que participaron en las elecciones:
| Candidatura | Candidatura | Partidos y alianzas | Candidatos | Candidatos             | Ideología                                           | Ref. |
| ----------- | ----------- | --- | ---------- | ---------------------- | --------------------------------------------------- | ---- |
|             | AP–DC       | Lista - Alianza Acción Popular - Democracia Cristiana (AP–DC) – Acción Popular (AP) – Partido Demócrata Cristiano (DC)                          |            | Gilbert Feijóo Hurtado | Liberalismo Humanismo Democracia cristiana          |      |
|             | APRA–UNO    | Lista - Coalición Partido Aprista Peruano - Unión Nacional Odriísta (APRA–UNO) – Partido Aprista Peruano (APRA) – Unión Nacional Odriísta (UNO) |            | Manuel Muñoz Chacón    | Aprismo Conservadurismo social Populismo de derecha |      |

## Resultados

### Sumario general
|                        |                                                                        |              |              |              |            |            |
| Partidos y coaliciones | Partidos y coaliciones                                                 | Voto popular | Voto popular | Voto popular | Concejales | Concejales |
| Partidos y coaliciones | Partidos y coaliciones                                                 | Votos        | %            | ±pp          | Total      | +/−        |
|                        | Alianza Acción Popular - Democracia Cristiana (AP–DC)                  | 2,348        | 50.89        | n/a          | 7          | n/a        |
|                        | Coalición Partido Aprista Peruano - Unión Nacional Odriísta (APRA–UNO) | 2,266        | 49.11        | n/a          | 7          | n/a        |
|                        |                                                                        |              |              |              |            |            |
| Total                  | Total                                                                  | 4,614        |              |              | 14         | n/a        |
|                        |                                                                        |              |              |              |            |            |
| Votos válidos          | Votos válidos                                                          | 4,614        | 92.34        | n/a          |            |            |
| Votos en blanco        | Votos en blanco                                                        | 222          | 4.44         | n/a          |            |            |
| Votos nulos            | Votos nulos                                                            | 161          | 3.22         | n/a          |            |            |
| Votos emitidos         | Votos emitidos                                                         | 4,997        | 81.56        | n/a          |            |            |
| Abstenciones           | Abstenciones                                                           | 1,130        | 18.44        | n/a          |            |            |
| Votantes registrados   | Votantes registrados                                                   | 6,127        |              |              |            |            |
|                        |                                                                        |              |              |              |            |            |
| Fuente:                |                                                                        |              |              |              |            |            |

### Concejo Provincial de Chachapoyas
| Cargo                               | Autoridad electa            | Partido político | Partido político   |
| ----------------------------------- | --------------------------- | ---------------- | ------------------ |
| Alcalde Provincial de Chachapoyas   | Gilbert Feijóo Hurtado      |                  | Alianza AP-DC      |
| Concejal Provincial de Chachapoyas  | César Collazos Alva         |                  | Alianza AP-DC      |
| Concejal Provincial de Chachapoyas  | Juan Valdivia Torres        |                  | Alianza AP-DC      |
| Concejal Provincial de Chachapoyas  | Abelardo Oliva Valdivia     |                  | Alianza AP-DC      |
| Concejala Provincial de Chachapoyas | María Ramírez de Monzante   |                  | Alianza AP-DC      |
| Concejal Provincial de Chachapoyas  | Lucas Domínguez Bobadilla   |                  | Alianza AP-DC      |
| Concejal Provincial de Chachapoyas  | Marco Díaz Aspajo           |                  | Alianza AP-DC      |
| Concejal Provincial de Chachapoyas  | Amado Aliaga Sánchez        |                  | Alianza AP-DC      |
| Concejal Provincial de Chachapoyas  | Benedicto Díaz Tuesta       |                  | Coalición APRA-UNO |
| Concejal Provincial de Chachapoyas  | Saúl Salazar Angulo         |                  | Coalición APRA-UNO |
| Concejal Provincial de Chachapoyas  | Nelson García Plasencia     |                  | Coalición APRA-UNO |
| Concejal Provincial de Chachapoyas  | Germán Mori Trigoso         |                  | Coalición APRA-UNO |
| Concejal Provincial de Chachapoyas  | Humberto Mas Zagaceta       |                  | Coalición APRA-UNO |
| Concejal Provincial de Chachapoyas  | Estaurofilo Alvarado Torres |                  | Coalición APRA-UNO |
| Concejal Provincial de Chachapoyas  | José Tello Ruiz             |                  | Coalición APRA-UNO |

## Elecciones municipales distritales

### Sumario general
| Partidos y coaliciones | Partidos y coaliciones                                                 | Voto popular | Voto popular | Voto popular | Alcaldías | Alcaldías |
| Partidos y coaliciones | Partidos y coaliciones                                                 | Votos        | %            | ±pp          | Total     | +/−       |
| ---------------------- | ---------------------------------------------------------------------- | ------------ | ------------ | ------------ | --------- | --------- |
|                        | Coalición Partido Aprista Peruano - Unión Nacional Odriísta (APRA–UNO) | 1,309        | 52.44        | n/a          | 9         | n/a       |
|                        | Alianza Acción Popular - Democracia Cristiana (AP–DC)                  | 1,161        | 46.51        | n/a          | 9         | n/a       |
|                        | Listas independientes distritales                                      | 26           | 1.04         | n/a          | 1         | n/a       |
|                        | Sin información disponible                                             | n/a          | n/a          | n/a          | 1         | n/a       |
|                        |                                                                        |              |              |              |           |           |
| Total                  | Total                                                                  | 2,496        |              |              | 20        | n/a       |
|                        |                                                                        |              |              |              |           |           |
| Votos válidos          | Votos válidos                                                          | 2,496        | 89.85        | n/a          |           |           |
| Votos en blanco        | Votos en blanco                                                        | 198          | 7.13         | n/a          |           |           |
| Votos nulos            | Votos nulos                                                            | 84           | 3.02         | n/a          |           |           |
| Votos emitidos         | Votos emitidos                                                         | 2,778        | n/a          | n/a          |           |           |
| Abstenciones           | Abstenciones                                                           | n/d          | n/a          | n/a          |           |           |
| Votantes registrados   | Votantes registrados                                                   | n/d          |              |              |           |           |
|                        |                                                                        |              |              |              |           |           |
| Fuente:                |                                                                        |              |              |              |           |           |

### Resultados por distrito
La siguiente tabla enumera el control de los distritos de la provincia de Chachapoyas.
| Distrito                | Alcalde(sa) electo(a)        | Partido político           | Partido político           |
| ----------------------- | ---------------------------- | -------------------------- | -------------------------- |
| Asunción                | José Cruz Castillo Valera    |                            | Alianza AP-DC              |
| Balsas                  | Guadalupe Zumaeta Alvarado   |                            | Alianza AP-DC              |
| Cheto                   | Benedicto Santillán Zagaceta |                            | Alianza AP-DC              |
| Chiliquín               | José Mas Vela                |                            | Alianza AP-DC              |
| Chuquibamba             | Carlos Vega Rojas            |                            | Coalición APRA-UNO         |
| Granada                 | Pedro Mas Castillo           |                            | Coalición APRA-UNO         |
| Huancas                 | Agustín Quistan Culqui       |                            | Alianza AP-DC              |
| La Jalca                | Pedro Culqui Huamán          |                            | Coalición APRA-UNO         |
| Leimebamba              | José Vega Farge              |                            | Coalición APRA-UNO         |
| Levanto                 | Artemio Cruz Culquiricra     |                            | Coalición APRA-UNO         |
| Magdalena               | Vicente Tauma Cruz           |                            | Alianza AP-DC              |
| Mariscal Castilla       | Alfonso Gutiérrez Caman      |                            | Coalición APRA-UNO         |
| Molinopampa             | Juan Montoya Angulo          |                            | Alianza AP-DC              |
| Montevideo              | Apolinar Llaja Vigo          |                            | Coalición APRA-UNO         |
| Olleros                 | Sin información disponible   | Sin información disponible | Sin información disponible |
| Quinjalca               | Maximiliano Mas Valle        |                            | Coalición APRA-UNO         |
| San Francisco de Daguas | Benjamín Rojas Tejada        |                            | Lista Independiente N° 5   |
| San Isidro de Maino     | Emiliano Castillo Inga       |                            | Coalición APRA-UNO         |
| Soloco                  | Wilfredo Montoya Loja        |                            | Alianza AP-DC              |
| Sonche                  | Gregorio Culqui Tejada       |                            | Alianza AP-DC              |